# SEMA (автомобильная выставка)

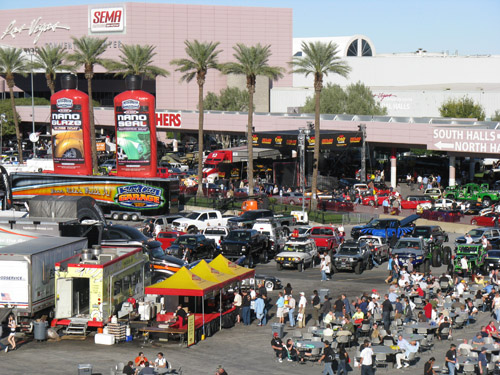
На выставке SEMA, 2008 год

SEMA (англ. Specialty Equipment Market Association) — выставка специального оборудования в автомобильной промышленности. Ежегодно проходит в Лас-Вегасе (США). Первоначально, с 1967 года, проводилась в Лос-Анджелесе. SEMA — выставка закрытого типа, случайные посетители на неё не допускаются. Все желающие посетить мероприятие регистрируются через форму на официальном сайте.
SEMA является одной из главных выставочных площадок автомобильного бизнеса, так как охватывает не только прототипы, но также оборудование, тюнинг, инструментарий и запчасти для авто.
Совет директоров SEMA состоит из 22 директоров, председателя, председателя собрания, предыдущего председателя и секретаря (казначея). Каждый из председателей выбирается на двухлетний срок.
Выставка разделена на 12 тематических отделов. Это: бизнес-сервисы, СТО, всемирная выставка шин, выставка старых автомобилей, мобильная техника и электроника, тягачи и промышленные транспортные средства, автоспорт и performance-класс, запчасти, составляющие для рестайлинга и аксессуары по уходу за авто, инструменты и оборудование, грузовики, кроссоверы и внедорожники, колеса и аксессуары.

## Расписание выставок SEMA
- 5 — 8 ноября 2013 года
- 4 — 7 ноября 2014 года
- 3 — 6 ноября 2015 года